# 柚月ひかる
柚月 ひかる（ゆづき ひかる、1982年12月3日 - ）は、日本のAV女優。名東所属。
身長：154cm、スリーサイズ：B80・W59・H86、足24・Cカップ。趣味、特技：カラオケ

## 略歴
- 2004年にAVデビュー。企画ものを中心に活躍。出演作のほとんどが共演作やオムニバス作品である。中では、ＧＩＧＡのスーパーヒロインものには継続して単独主演で招かれ続けた。

## 作品
2004年
- ふたりのエッチ（12月17日、うまなみ。（ケイ・エム・プロデュース））
- イイ女狩り5 (12月24日、うまなみ。）
- お姉さんが犯してあげる29 (12月25日、クリスタル映像）

2005年
- Lover's Hotel *06 (1月20日、ゴーゴーズ）
- お姉さんが犯してあげる5 18連発!! (3月18日、クリスタル映像）
- 女子校生れず先輩と私65 (5月20日、U&K）
- 羞恥と屈辱と快感 (5月27日、オーロラプロジェクト）
- コンビニの女 (7月22日、デジタルバンク）
- 潮吹きバラエティー“噴射の神様”・2 完全版 (7月29日、おかず。(ケイ・エム・プロデュース））
- 穴あきピタパン 2 (8月12日、アロマ企画）
- くすぐり悶絶遊び 1 (8月26日、U&K）
- ブルマの淫縄 (9月23日、シネマジック）
- 淫欲接吻母娘愛（10月4日、アウダースジャパン）
- Six Doors of lesbian kiss（11月1日、アウダースジャパン）
- THE 痴女家庭教師クライマックス 18人の美しき痴女家庭教師たち 復習編（11月11日、メディアバンク）
- うまなみ。プレゼンツ13 イイ女狩り4時間　2（12月16日、おかず。(ケイ・エム・プロデュース））うまなみ。作品『イイ女狩り5』のセルDVD化作品、

2006年
- 淫女ご奉仕（2月4日、タカラ映像）
- 彼女のカノジョと*06 麻生岬&柚月ひかる（4月14日、ゴーゴーズ）
- 法律相談所に行ったら綺麗な弁護士さんに…（6月8日、アキノリ）
- ヒロイン討伐 Vol.24（6月8日、GIGA）
- ディープレズ 立花里子・柚月ひかる（6月8日、Lee(GLAY'ｚ））
- 中出しバラエティー“中出しの神様” 2 完全版（8月18日、おかず。(ケイ・エム・プロデュース））
- スーパーヒロインドミネーション Vol.04（9月22日、GIGA）
- 廃人宣言（11月10日、AVS）
- ヴァージンレズ 15（11月17日、U&K）

2007年
- ひかるの秘め事・性感Check!!（1月17日、T＆Communication’s）
- ダブル痴女に責められて!! 1（1月19日、BRAVO）
- うまなみプレゼンツ 30 もしも彼女が14人いたら･･･。 4時間　～ヤリたい放題14連発!!～（4月27日、おかず。(ケイ・エム・プロデュース））うまなみ。作品『ふたりのエッチ』のセルDVD化作品、
- ご主人様とペットの禁断の秘密（9月7日、アウダースジャパン）
- DOKIレズ14（9月7日、アウダースジャパン）
- OL達が男性社員を金蹴り（9月21日、フリーダム）
- 美人OLに亀頭を責められました（9月21日、フリーダム）
- 男性社員にOL美脚責め（9月21日、フリーダム）
- 素人足裏ナンパ 2 in 湘南（9月21日、フリーダム）
- 美少女の足裏 5（11月1日、フリーダム）

2008年
- 究極の妄想発明シリーズ第3弾 もしもが叶う電話BOX（3月18日、ROCKET）
- 巨乳ソープ 泡姫レッスン 南まりん（5月7日、桃太郎映像出版）
- 傲慢美人上司 絶対服従美脚責め（11月5日、フリーダム）
- 傲慢美人上司 見下し美尻顔騎（11月5日、フリーダム）
- 傲慢美人上司 怒りの叱責金蹴り（11月5日、フリーダム）